# Villa rustica de la Gârbou
Villa rustica este situată în apropierea localității Gârbou, pe o rază de 1 km de biserica satului.

## Istoric
Săpăturile arheologice au început în anul 1913 în partea de sud a satului. Cu această ocazie, au fost dezvelite părți dintr-o construcție, cu siguranță o villa rustica, ce măsura pe direcția nord-est – sud-vest 14,6 m, cu ziduri de piatră în tehnica opus incertum, și acoperiș din țigle și olane. Au fost dezvelite integral patru încăperi și alte cinci au putut fi cercetate doar parțial. A fost găsit și un spațiu mai mare, considerat de autorul cercetărilor a fi un atrium. O cameră era absidată, iar patru erau dotate cu instalație de hipocaust și pavimente în opus signinum. A fost recoltat material arheologic, constând din cărămizi, țigle, olane, tegulae mammatae, tubi vaporarii și ceramică.

## Legături exerne
- Roman castra from Romania (includes villae rusticae) - Google Maps / Earth Arhivat în 5 decembrie 2012, la Archive.is